# تنقیه قهوه
تنقیه قهوه تزریق قهوه به داخل راست‌روده و روده بزرگ از طریق مقعد است، یعنی به روش تنقیه. پزشکان این روش را اثبات نشده، بی احتیاط و بالقوه خطرناک می‌دانند. وهیچ سند پزشکی و علمی برای پشتیبانی از هر گونه ادعا تأثیر مثبت برای این عمل وجود ندارد. تنقیه قهوه می‌تواند عوارض جانبی زیادی ایجاد کند، از جمله عفونت‌ها، سپتیسمی (از جمله عفونت کامپیلوباکتر)، عدم تعادل شدید الکترولیتها، التهاب روده بزرگ، انسداد روده چند میکروبی، پروکتوکولیت، سالمونلا، آبسه مغزی و نارسایی قلبی از آن جمله‌اند. مرگ و میر ناشی از تنقیه قهوه هم به ثبت رسیده‌است.

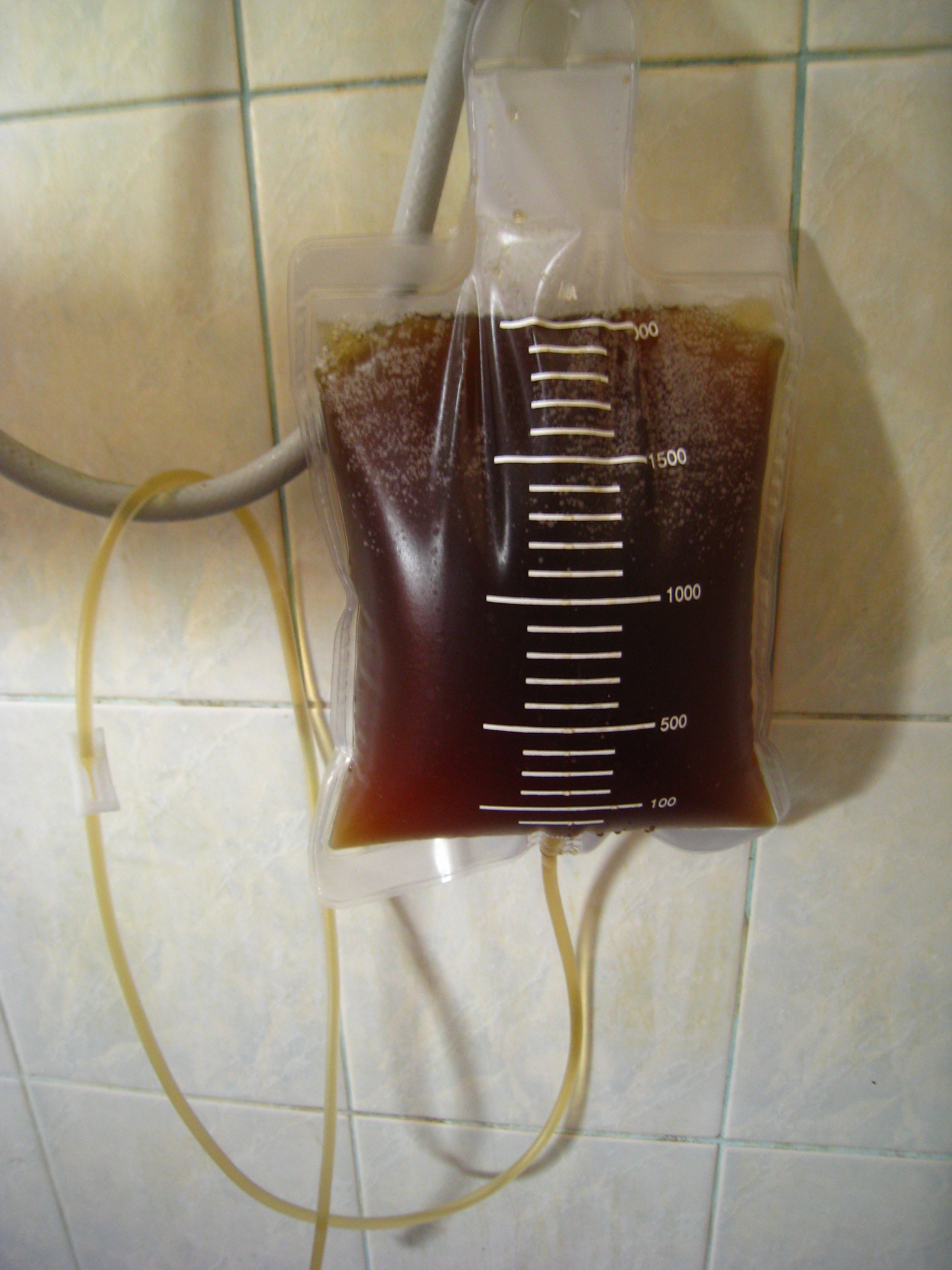
دستگاهی که برای تنقیه قهوه آماده شده‌است.

## اثرات و خطرات
برخی از طرفداران پزشکی جایگزین ادعا کرده‌اند که تنقیه قهوه اثر " سم‌زدایی " سریعی از طریف سم‌زدایی از تومورها دارند. در حالی که ایده پاکسازی مقعدی به مصریان باستان برمی گردد، هیچ مدرک علمی پزشکی برای پشتیبانی از هرگونه سم زدایی یا ضد سرطان از تنقیه قهوه وجود ندارد.
تنقیه قهوه می‌توانند عوارض جانبی جدی ایجاد کنند (برخی از آنها در انواع دیگر تنقیه هم معمول است)، از جمله عفونت‌ها، سپتیسمی، عدم تعادل شدید الکترولیت، التهاب روده بزرگ، پروکتوکولیت، سالمونلا، آبسه مغزی و نارسایی قلبی. اگر قهوه خیلی سریع وارد شود یا خیلی داغ باشد، می‌تواند باعث سوختگی داخلی یا سوراخ شدن مقعد شود.
هنگامی که هر دو ساعت یکبار مصرف شود، نشان داده شده‌است که تنقیه قهوه به علت عدم تعادل شدید الکترولیت، هیپوناترمی، دهیدراسیون و پلورال افیوژن و پرکاردیال به دو مورد مرگ و میر مرتبط هستند. سازمان غذا و داروی ایالات متحده (FDA) حکمی را صادر کرده‌است که شرکت کنندگان در مطالعه باید از خطر مرگ ناشی از تنقیه قهوه در مطالعاتی که در آن شرکت می‌کنند، مطلع شوند.